# Kwanliso
Un kwalliso (관리소) (« camp de travail »(ko)) est un centre de rétention pour les travaux forcés en Corée du Nord. Il représente l’une des trois formes d’emprisonnement pour des raisons politiques dans le pays, les deux autres étant le jipkyulso pour les délits mineurs et le kyohwaso pour les crimes. Contrairement à ces autres systèmes, les kwalliso ne sont pas soumis au système judiciaire nord-coréen ; les condamnés y sont envoyés sans autre forme de jugement et sont accompagnés par les membres de leur famille sur trois générations. Au total, le nombre de prisonniers politiques en Corée du Nord est estimé entre 150 000 et 200 000.
La durée de l’emprisonnement est variable, mais beaucoup de détenus sont condamnés à perpétuité. Les tâches peuvent consister en du travail dans les mines, de la métallurgie, de la coupe d'arbres ou de l’agriculture.

## Découverte des camps de travail
Les camps de travail ont été documentés par les agences de renseignement américaines et sud-coréennes depuis au moins les années 1990.
Amnesty International a réalisé un rapport en mai 2011 montrant l’étendue des camps kwalliso.

## Localisation
Au début de 2007, le nombre de centres en service est estimé à six : 
- le centre no 14 à Kaechon dans la province du Pyongan du Sud,
- le centre no 15 à Yodok dans le Hamgyong du Sud,
- le centre no 16 à Hwasong dans le Hamgyong du Nord,
- le centre no 18 à Pukchang dans le Pyongan du Sud,
- le centre no 22 à Hoeryong dans le Hamgyong du Nord,
- le centre no 25 à Chongjin dans le Hamgyong du Nord.

De nombreux camps ont été fermés : en 1989, le centre no 11 à Kyongsong a fermé ses portes. Environ 20 000 prisonniers ont été transférés vers d’autres camps. Le centre no 12 à Onsong a aussi été fermé en 1989, car trop près de la frontière chinoise, tout comme le centre no 13 de Jongsong, entraînant le déplacement de 30 000 prisonniers. La fermeture du centre no 27 de Chonma et celle du centre no 26 à Pyongyang datent respectivement de 1990 et de janvier 1991.
Le centre no 25 est probablement utilisé pour les détenus de haute importance.

## Organisation
Les kwalliso sont régis par une agence de la police et ne sont pas directement soumis aux lois et aux tribunaux de l’État nord-coréen. Cependant, chaque camp se doit de se conformer au juche, l’idéologie nationale.